# Reial Cadastre de Catalunya

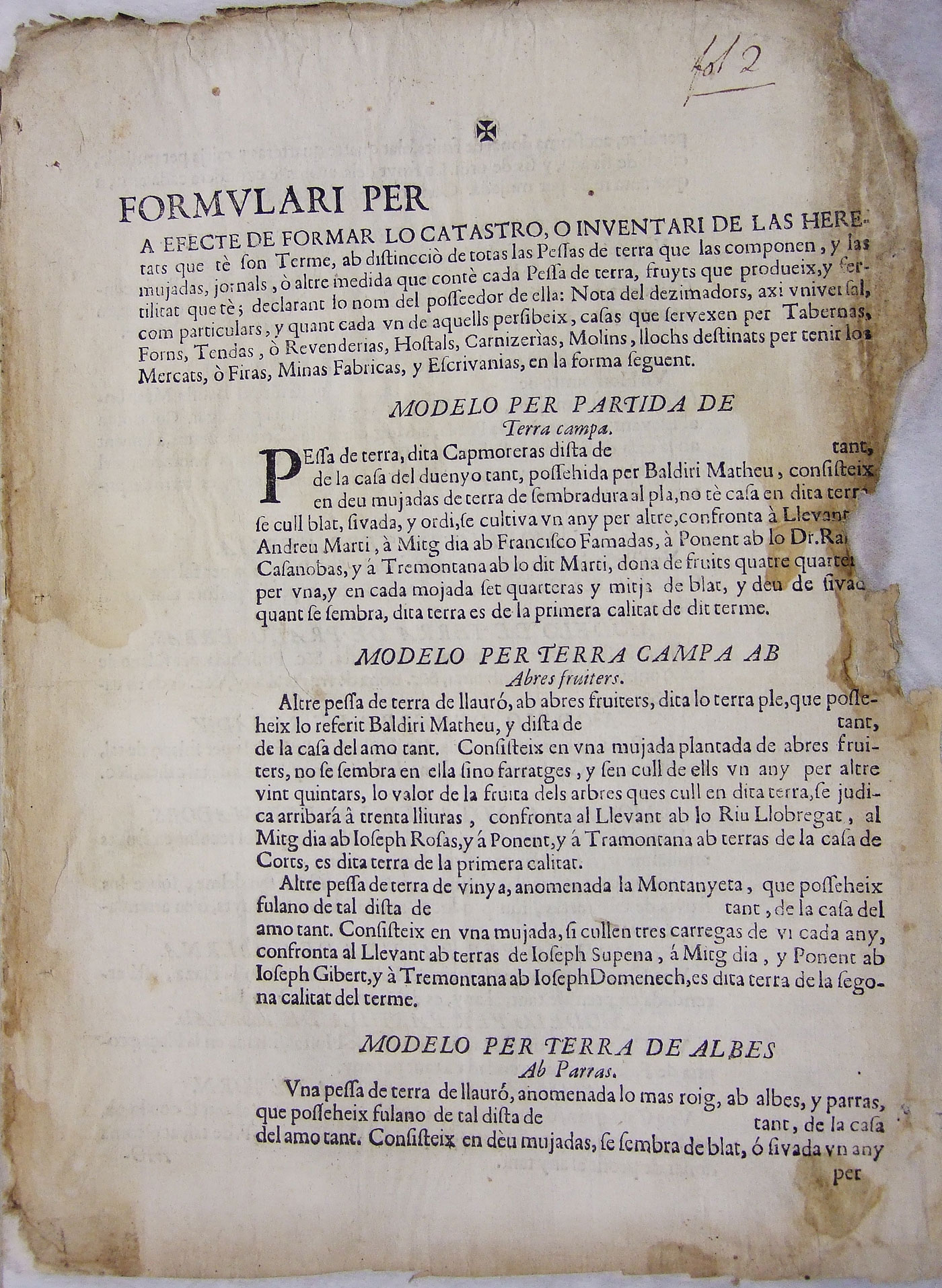
Document original del Reial Cadastre conservat a l'Arxiu Històric municipal de Sant Joan de les Abadesses.

El cadastre o cadastre reial va ser un impost instituït el desembre de 1715 per Felip V d'Espanya per a l'antic Principat de Catalunya en aplicació de l'Decret de Nova Planta que havia estat aprovat a l'octubre de 1715 i que no seria promulgat fins a gener de 1716, després del triomf  borbònic a la península Ibèrica a la Guerra de Successió Espanyola. El cadastre seguia el model de l'"equivalent" del Regne de València i de la contribució única  del Regne d'Aragó, amb els quals es feia realitat l'antiga aspiració de la Monarquia d'Espanya de fer tributar al Principat, com a la resta d'estats de la Corona d'Aragó, al mateix nivell que contribuïa la Corona de Castella. Així el cadastre es va convertir en l'impost principal que pagava Catalunya, encara que no era l'únic. A la seva introducció alguns historiadors l'han anomenat "Nova Planta" fiscal.
Aquesta contribució de quota fixa –aprovada un mes abans que el Decret de Nova Planta– va ser infligida en un context postbèl·lic ben precís i va tenir una forta connotació d'impost de càstig, que va multiplicar per set la càrrega fiscal del Principat i va conduir la població a una situació de misèria econòmica.
L'encarregat de gestar el Reial Cadastre va ser José Patiño, que havia estat intendent d'Extremadura i que va ser promogut superintendent de Catalunya. Va rebre el suport del funcionari reial i geògraf Josep Aparici, que va aplegar dades i contribuir amb el seu coneixement en qüestions fiscals.
L'impòsit cadastral va perdre pes a mesura que l'economia catalana va patir un procés de ràpid creixement durant el segle xviii (sobretot al litoral). L'any 1845 va desaparèixer de manera definitiva amb la reforma tributària del ministre d'Hisenda espanyol Alejandro Mon y Menéndez.

## Història

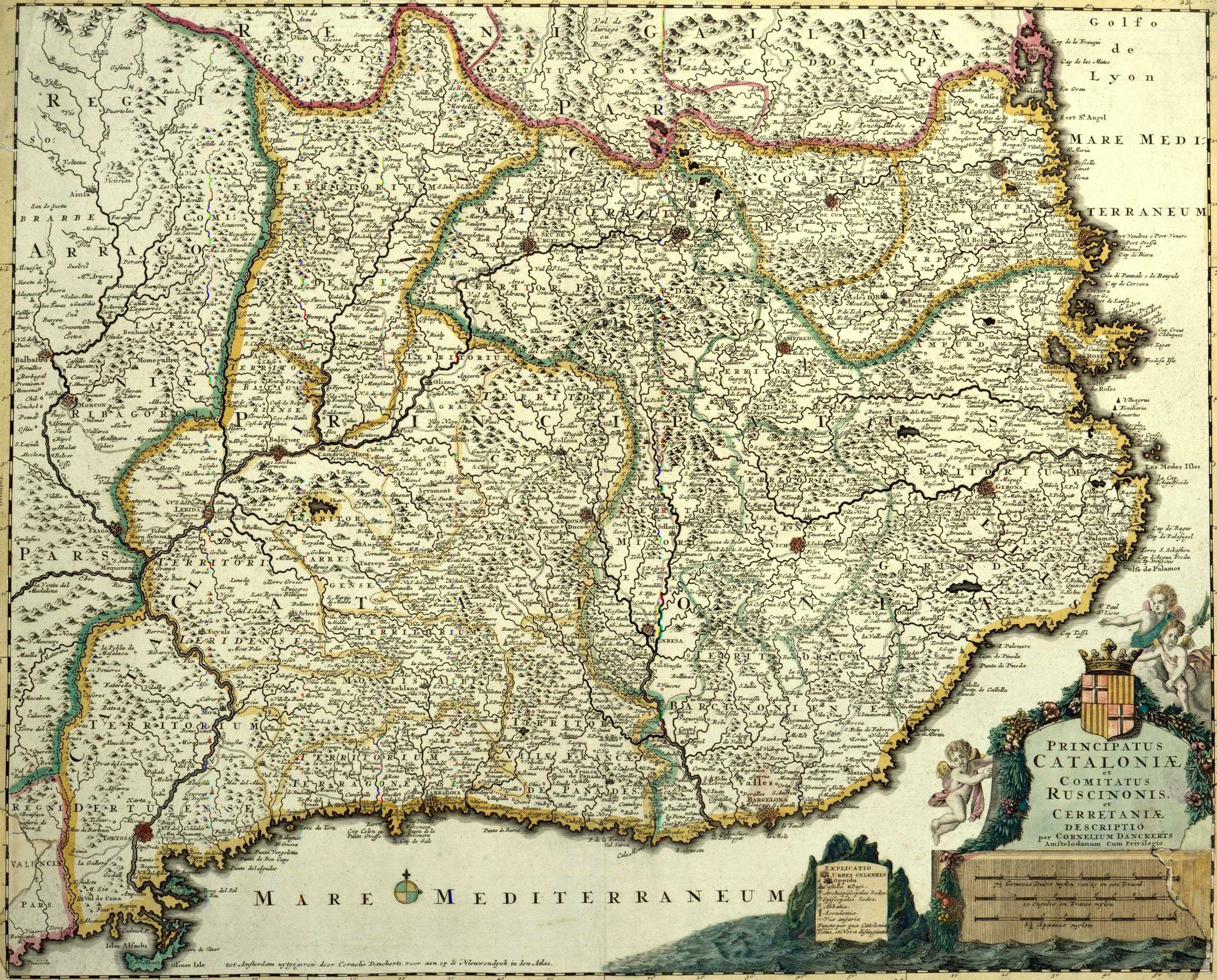
Mapa de el Principat de Catalunya de 1696
Durant els segles XVII i XVIII era pràctica habitual en els mapes de facturació estrangera aposar l'escut d'armes propi de la ciutat de Barcelona al Principat de Catalunya.

A la Guerra de Successió Espanyola el Principat de Catalunya, com la resta dels estats de la Corona d'Aragó, va recolzar majoritàriament a l'Arxiduc Carles, mentre la Corona de Castella es va mantenir fidel a  Felip de Borbó. Immediatament després de la capitulació de Barcelona -l'últim reducte austriacista a la península ibèrica- el 12 de setembre de 1714 van ser abolides les històriques institucions del Principat que van ser substituïdes un any i tres mesos més tard per altres d'inspiració castellana mitjançant el Decret de Nova Planta de Catalunya promulgat el 16 de gener de 1716.
Després de l'ocupació de Barcelona el Duc de Berwick va crear la Superintendència General que va absorbir les funcions i els recursos de les institucions derogades de la Diputació General de Catalunya, del Batlle General  i del Mestre racional . Des d'aquest organisme es van gestionar els nous impostos que immediatament es van aplicar a Catalunya, saltant-se de facto les Constitucions catalanes. Així es van imposar les "quincenadas", que eren unes càrregues tributàries que s'havien de pagar cada quinze dies per sostenir a l'exèrcit d'ocupació, que se sumaven als allotjaments de tropes a les cases dels pobles i ciutats que cometien tota mena d'abusos. Així mateix es van imposar les contribucions de l'estanc de la sal i la del paper segellat que obligava a plasmar els contractes comercials en aquest paper oficial i en castellà. "Amb raó, el  pagès Francesc Gelat podia exclamar afligit en el seu dietari:  Quina cosa és el rigor d'un rei !". 

Les noves autoritats borbòniques van donar prioritat a la reforma de la Hisenda per modernitzar el sistema impositiu i, sobretot, per obtenir una major contribució dels Estats de la Corona d'Aragó a les despeses de la Monarquia, que a la Cort de Madrid i en la Corona de Castella en general es pensava que eren en la pràctica unes províncies "exemptes", com diuen els versos de Quevedo amb sarcasme, exactament el contrari del que passava en la realitat.
| « | En Navarra y Aragón no hay quien tribute un real Cataluña y Portugal son de la misma opinión solo Castilla y León y el noble pueblo andaluz llevan a cuestas la cruz | » |

El nou impost del Cadastre reial va ser aprovat al desembre de 1715. De la seva administració es va encarregar la Superintendència General que havia absorbit les funcions i els recursos de les institucions històriques catalanes derogades de la Diputació General de Catalunya, del Batlle General  i del Mestre racional .

## Conceptes inclosos
- Sota la denominació genèrica de cadastre se’n distingien tres impostos:[3]
  - Impost real: Gravava béns immobles i ingressos derivats de rendes no lligades amb l'activitat professional.
  - Impost personal: Registrava els ingressos derivats de rendes lligades a l'activitat professional.
  - Impost de guanys: Afectava el comerç i la indústria.

Es va establir una quantitat inicial d'un milió i mig de pesos anuals però va haver de ser rebaixada a 1.200.000 el 1717 i 900.000 el 1718, que seria la quantitat que finalment es va demandar per tot el Principat. A el principi va ser recaptat mitjançant l'ús de tot tipus de coaccions, des de l'amenaça dels allotjaments de tropes a les detencions dels morosos, el que sumat a la  repressió borbònica contra els austriacistaes explica el moviment dels Carrasclet de 1719.
L'establiment del cadastre reial aviat va aixecar protestes a Catalunya perquè es considerava que constituïa una contribució excessiva a causa que no era l'únic impost que es pagava a Catalunya, sinó que s'unia als allotjaments de tropes (que sumaven uns 300.000 pesos), els drets de la  bolla  (que suposava uns 100.000) i altres càrregues i rendes (que ascendien a uns 700.000 pesos més). Per aquest motiu l'autor anònim del  Projecte per establir l'antic magistrat de Catalunya  exigia l'establiment d'una «única contribució». L'economista Jerónimo de Uztáriz en la seva influent obra Teoria i pràctica de comerç i marina  publicada a 1724 ja va denunciar que «no podent-la suportar la contribució excessiva, alguns llocs, s'han deteriorat molt i els altres s'han despoblat enterament..», detallant la diferència entre catalunya i les altres regions.
| « | "... al Reyno de Valencia corresponde á cerca de nueve pesos por vecino, uno con otro, que es carga inferior á la de los Catalanes, que llega casi 13 pesos por vecino, uno por otro ; pero mucho mas crecida, que la de los Aragoneses, que pagan poco mas de cinco pesos por cada uno.." | » |

Les crítiques van continuar, com la de Joaquín Aguirre que el 1759 al cadastre el sobrenomenava «catàstrofe» i reclamava la seva revisió.
| « | figurado Catastro de Cataluña, donde se sabe no hay regla fixa, que al principio se dispuso de una manera y después han sido de mal en peor, y que están sujetos aquellos vasallos a las determinaciones justas o voluntarias del intendente sin otra apelación que a Dios, y si se diera aquella audiencia la facultad de conocer sus clamores en justicia, se oyeran muchos lamentos, y conteniendo casi lo mismo en los otros tres reinos de la antigua Corona de Aragón | » |

El cadastre va suposar un canvi radical sobre el sistema d'impostos anterior, ja que passava a ser "la Corona qui el rebia i era la Corona qui decidia en què i on han de gastar-se els diners, mentre que durant la  Monarquia dels Àustries revertien en les seves pròpies terres, per cobrir les seves necessitats ".